# Gilbert Randon
Pour les articles homonymes, voir Randon.
Gilbert Randon, né à Lyon le 9 octobre 1811, et mort à Paris le 30 mars 1884, est un lithographe et caricaturiste français.

## Biographie
Gilbert Randon est le fils de Pierre Randon, perruquier, et de Marie Maillet.
À l'âge de 16 ans,  il s'engage dans un régiment de cavalerie. Il quitte l'armée et devient dessinateur, puis se lance dans la photographie (de 1842 à 1848, à Lyon).
Lithographe, dessinateur caricaturiste de presse, illustrateur, il est appelé par son cousin Nadar à Paris en 1851, afin de collaborer au Journal pour rire, puis au Journal amusant.
Il épouse Lucile Perrotin à Paris en 1864. 
Il publie l'album l'Ecole du fantassin suivi l'Ecole du cavalier, puis en 1867 l'Ami des Animaux.
Il représente dans des scènes cocasses l’armée française sous le Second Empire.
Souffrant d'une maladie de cœur et paralysé, il séjourne durant les derniers mois de sa vie régulièrement à l'hopital
Domicilié à Asnières, il meurt à Paris, à l'Hôpital Fernand-Widal. Il est enterré au cimetière du Montparnasse.

## Publications
- Histoire de Mr Verjus, [lire en ligne]
- Petits albums pour rire. n°2, Croquis militaires, [lire en ligne]
- Le Grand Almanach-Album comique, 1870, [lire en ligne], avec Cham, Gill, et Tobb.

## Galerie

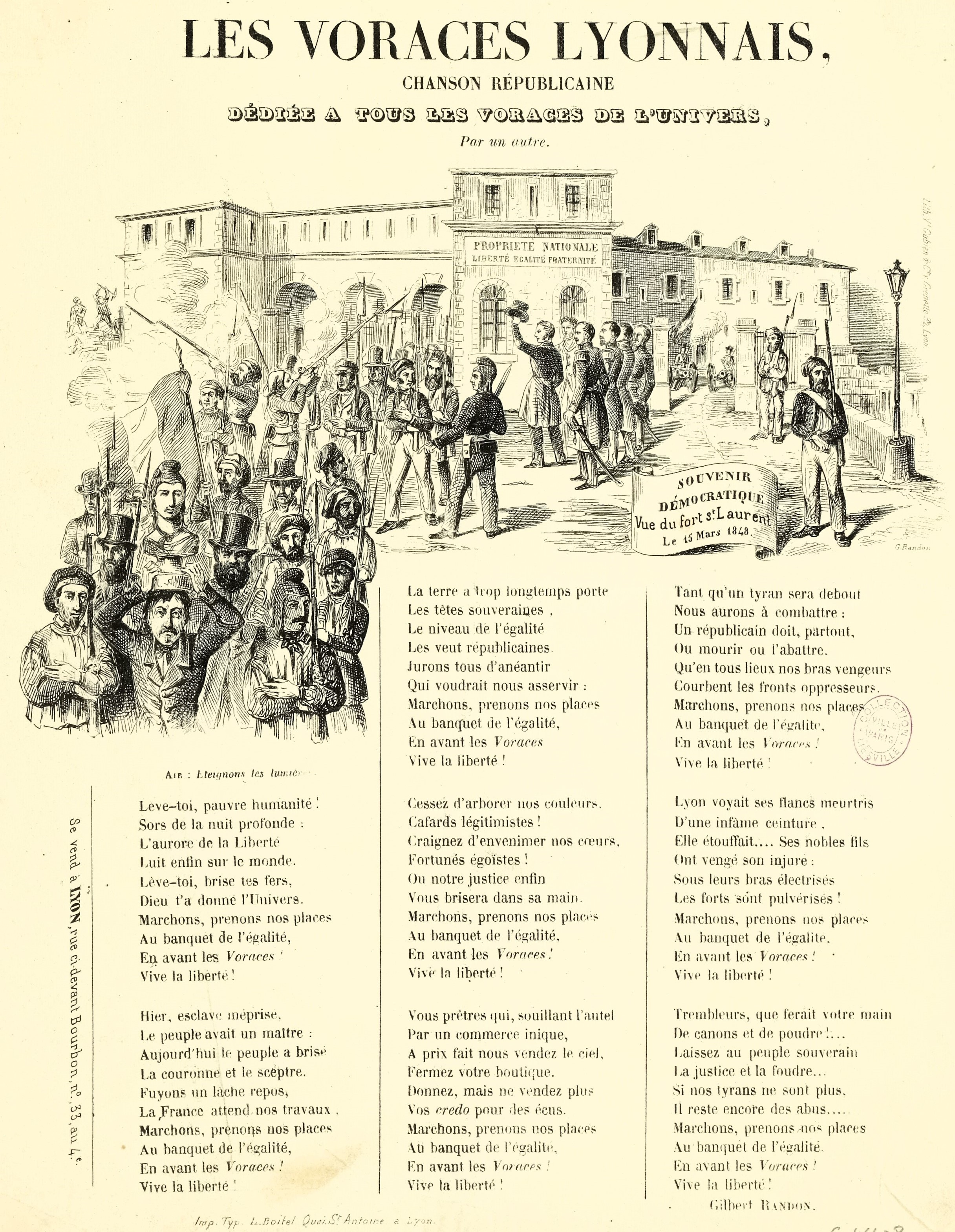
Illustration des Voraces lyonnais, chanson républicaine dédiée à tous les Voraces de l'univers, 1848.
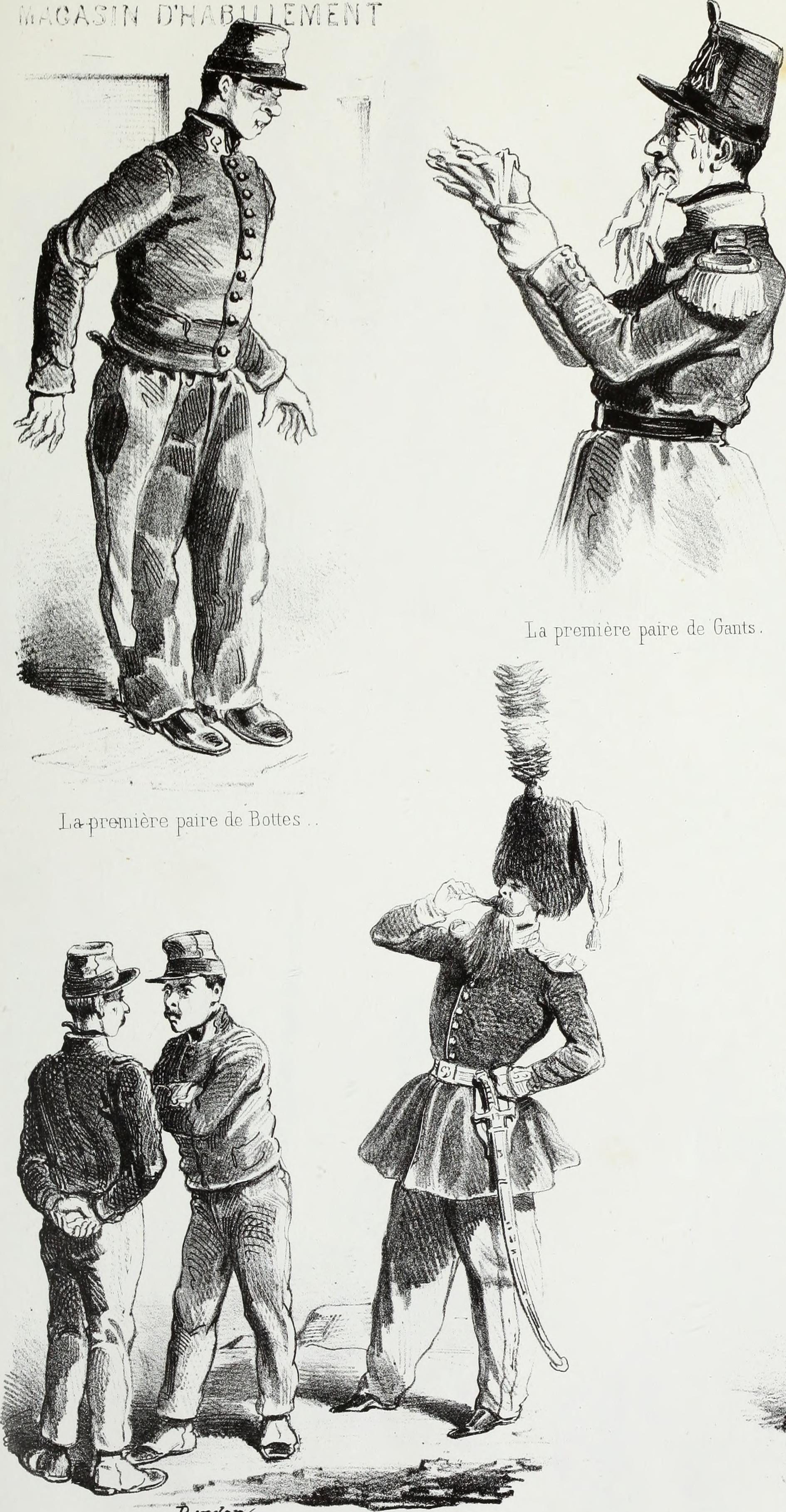
La vie de troupier - charges et fantasias, à pied, à cheval.